# Tidningar Utgifne Af et Sällskap i Åbo
Tidningar Utgifne Af et Sällskap i Åbo var den första tidningen i den finska delen av det svenska riket.
Frihetstiden med tryckfrihetsförordningen 1766 innebar ett uppsving för alla slag av trycksaker i hela riket och i Åbo grundades tidningen, ofta kallad Åbo Tidningar, inom Aurorasällskapets krets. Den utgavs 1771–1778 och 1782–1785 redigerad av Henrik Gabriel Porthan. Innehållet utgjordes huvudsakligen av vittert och vetenskapligt stoff; särskilt betydande var bidragen till belysning av Finlands historia, geografi och folkliv. Tidningen trycktes i en bokpress och sidorna var därför i bokformat. Det åttasidiga häftet utkom varannan vecka. 
Tidningen fortlevde under olika namn fram till 1860-talet; Åbo Nya Tidningar 1789, Åbo Tidningar 1791–1799, Åbo Tidning 1800–1809, Åbo Allmänna Tidning 1810–1819, Åbo Tidningar 1820–1861.